# Єлизавета Баварська (1478–1504)
Єлизавета Баварська (нім. Elisabeth von Bayern), (нар. 1478 — пом. 15 вересня 1504) — баварська герцогиня з династії Віттельсбахів, донька герцога Ландсгут-Баварії Георга I Багатого та польської королівни Ядвіги Ягеллонки, дружина пфальцграфа Рейнського Рупрехта.
Від 1496 року була призначена спадкоємицею Ландсгут-Баварського герцогства, через що, після смерті Георга I у 1503 році, почалася війна за Ландсгутський спадок. Померла у вересні 1504 року до її закінчення. Її сини отримали частину герцогства, відому надалі як Пфальц-Нойбург, решта — відійшла Баварсько-Мюнхенському герцогству.

## Біографія
Народилась 1478 року у родині спадкоємного герцога Ландсгут-Баварії Георга I Багатого та його дружини Ядвіги Ягеллонки. Мала старших братів Рупрехта та Вольфганга і молодшу сестру Маргариту. За іншими даними, серед дітей Георга та Ядвіги згадуються лише доньки Єлизавета та Маргарита.
На момент народження Єлизавети герцогством правив її дід, Людвіг IX, але вже у січні 1479 року він помер, і батько успадкував повноту влади. Серед резиденцій родини були фортеця Траузніц, замок Бурггаузен, Інґольштадтський замок, які голова сімейства розширював та укріплював протягом свого володарювання.
Всупереч сімейним договорам (1392 та 1450 років) династії Віттельсбахів, які передбачали взаємне правонаступництво за відсутності нащадків чоловічої статі, Георг у своєму заповіті від 19 вересня 1496 року зробив спадкоємицею Єлизавету. Тоді ж майбутнім чоловіком герцогині був названий хтось із старших синів її дядька, курфюрста Пфальцу (Людвіг, Рупрехт або Фрідріх). Незважаючи на таємність, про порушення договорів дізнався герцог Баварсько-Мюнхенський Альбрехт IV, потенційний наступник Георга на троні, і виступив проти.
У віці близько 21 року Єлизавета взяла шлюб зі своїм 17-річним кузеном Рупрехтом Пфальцьким, пфальцграфом Рейнським. Наречений був третім сином курфюрста Пфальцу Філіпа і раніше обіймав посаду князя-єпископа Фрайзінгу. Весілля мало укріпити позиції нареченої, як спадкоємиці герцогства. Вінчання пройшло 10 лютого 1499 у Гайдельберзі. У подружжя з'явилося четверо синів. Георг, не будучи певним, що Єлизавета втримає герцогство, у 1501 році всиновив Рупрехта, а восени 1503 — призначив його своїм намісником і передав йому важливі замки Ладсгуту та Бурггаузену. 1 грудня він помер, а 13 грудня у Ландсгуті відбулися збори ландтага, куди Альбрехт IV відправив послів з претензіями на спадок. З відмовою Рупрехта, у лютому 1504 зібрався Імперський камеральний суд, який у квітні офіційно проголосив Альбрехта спадкоємцем, що поклало початок війні за Ландсгутській спадок.
У серпні 1504 року Рупрехт помер від дезинтерії. Єлизавета продовжила бойові дії та зайняла кілька міст. Пішла з життя за три дні після єдиної великої битви даної війни, битви при Венценбасі, 15 вересня 1504 року. Була похована у церкві монастиря Зелігенталь у Ландсгуті. Пфальцькі радники продовжили війну від імені її малолітніх синів.
Війна за Ландсгутський спадок завершилася Кельнським арбітражем 30 липня 1505 року. Вцілілі сини Єлизавети отримали у володіння новостворений Пфальц-Нойбург. Опікуном до їхнього повноліття був призначений Фрідріх Пфальцький, який доводився їм дядьком.

## Родина

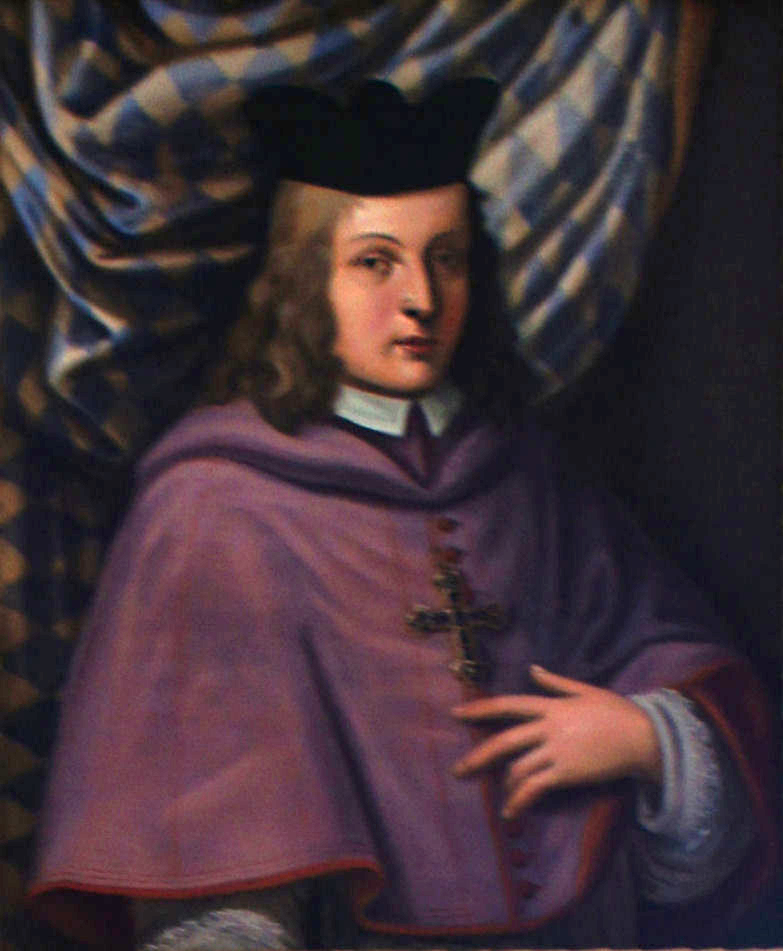
Портрет Рупрехта Пфальцького пензля Ф. Й. Ледерера

Чоловік — Рупрехт Пфальцький
Діти:
- Георг (1500—1504) — близнюк Рупрехта, прожив 3 роки;
- Рупрехт (1500—1504) — близнюк Георга, прожив 3 роки;
- Отто Генріх (1502—1559) — пфальцграф і герцог Нойбургу у 1505—1557 роках, курфюрст Пфальцу у 1556—1559 роках, був одруженим з баварською герцогинею Сусанною, дітей не мав;
- Філіп (1503—1548) — пфальцграф і герцог Нойбургу, був одним із потенційних наречених Марії Тюдор, одруженим не був, дітей не мав.